# Biserica fortificată din Motiș
Biserica evanghelică fortificată din Motiș, inițial biserică romano-catolică cu hramul Sfântul Martin, este un monument istoric și de arhitectură, clasificat sub cod LMI SB-II-a-B-12473.